# Izet Mexhiti
Izet Mexhiti (mac. Изет Меџити, ur. 8 stycznia 1977 w Skopje) – północnomacedoński nauczyciel i ekonomista, burmistrz gminy Czair w latach 2005-2018.

## Życiorys
Ukończył studia ekonomiczne na Uniwersytecie Świętych Cyryla i Metodego w Skopju. W latach 2001–2003 był nauczycielem w skopijskim liceum im. Arseniego Jowkowa, następnie pracował w jednym z punktów Makedonskiej Pošty.
W latach 2005-2018 był burmistrzem gminy Czair.